# تيداس
تيداس هي قرية وجماعة قروية تقع في إقليم الخميسات بجهة الرباط سلا القنيطرة، المغرب. بلغ عدد سكانها 10047 نسمة حسب الإحصاء العام للسكان والسكنى لسنة 2014.